# 584 до н. е.

## Події
584 року до н. е. відбулося 4 часткових сонячних затемнень: 19 квітня, 18 травня, 12 жовтня і 10 листопада.